# Fläten, Östergötland
Fläten är en sjö i Norrköpings kommun i Östergötland och ingår i Kilaåns huvudavrinningsområde. Sjön är 16 meter djup, har en yta på 4,49 kvadratkilometer och är belägen 61,5 meter över havet. Fläten ligger i Dammhulteån Natura 2000-område. Sjön avvattnas av vattendraget Kilaån.

## Delavrinningsområde
Fläten ingår i det delavrinningsområde (652140-152402) som SMHI kallar för Utloppet av Fläten. Medelhöjden är 80 meter över havet och ytan är 40,29 kvadratkilometer. Det finns ett avrinningsområde uppströms, och räknas det in blir den ackumulerade arean 46,75 kvadratkilometer. Avrinningsområdets utflöde Kilaån mynnar i havet. Avrinningsområdet består mestadels av skog (81 procent). Avrinningsområdet har 5,33 kvadratkilometer vattenytor vilket ger det en sjöprocent på 13,2 procent.